# Vincenzo Marozzi
Vincenzo Paolo Marozzi (Edmonton, 3 aprile 1990) è un ex hockeista su ghiaccio canadese naturalizzato italiano, di ruolo portiere.

## Carriera

### Club

#### Giovanili
Marozzi giocò 4 anni in AJHL (dove fu nominato per due volte miglior portiere della Lega) prima di entrare a far parte del roster della Cornell University (in NCAA), anche se in quell'anno non scese mai sul ghiaccio.

#### Asiago Hockey
Successivamente venne acquistato dall'Asiago Hockey, i cui osservatori convinsero la società giallorossa delle sue doti e fu messo sotto contratto per ben 5 anni dal club vicentino. Al primo anno in Italia l'Asiago lo cedette quindi all'Hockey Club Merano Junior, squadra iscritta in Serie A2, con l'intento di far maturare esperienza al giocatore e di farlo approcciare all'ambiente hockeystico europeo. Tuttavia, a seguito dei problemi coi portieri avuti dall'Asiago in quella stagione, debuttò con la maglia stellata già durante la Serie A 2012-13. Giocò complessivamente 11 partite prima di essere nuovamente girato al Merano per onorare gli accordi presi con la società altoatesina (alla quale nel frattempo era stato prestato il backup Alessandro Tura). Marozzi ben si comportò sia nella serie cadetta sia nella sua breve apparizione nel massimo campionato, dove riuscì a conquistare lo scudetto, tuttavia senza scendere mai sul ghiaccio nei playoff.
L'anno seguente l'Asiago decise di puntare sul giovane di Edmonton come primo portiere. Marozzi poté così alzare al cielo la sua prima Supercoppa, in quella stagione giocò anche la Continental Cup e nella semifinale del torneo fu anche nominato miglior portiere del rispettivo girone, parando con ben il 95,5% di media. In campionato Marozzi fu invece il terzo miglior portiere del torneo, parando con il 92,5%, dietro a talenti del calibro di Chris Mason (92,7%) e Jean-Sébastien Aubin (93,3%), veterani che disputarono numerose stagioni in NHL. Durante i playoff fu costretto ad uno stop già al primo turno a causa di una brutta carica subita ad opera di Max Oberrauch, che fece finire Marozzi in ospedale dopo che fu trasportato fuori dal ghiaccio in barella.
Nella stagione 2014-15, nonostante una media parate bassa nei quarti di finale che gli costarono diverse critiche, nel prosieguo dei playoff si riscattò arrivando poi a vincere il secondo titolo di campione d'Italia col club veneto (il primo da titolare).
Nel corso dell'estate, a sorpresa (il giocatore era legato contrattualmente col club stellato per altre due stagioni), Marozzi decise di rescindere il contratto coi giallorossi. Tornato in Canada, dopo un anno di stop riprese a giocare nella lega amatoriale Chinook Hockey League con gli Stony Plain Eagles.

### Nazionale
Nell'autunno del 2014 Marozzi maturò due anni consecutivi di permanenza nel campionato italiano e, grazie al possesso del passaporto italiano, poté essere convocato in Nazionale. L'esordio avvenne nel dicembre 2014 in un match amichevole contro la Polonia.

## Palmarès

### Club
- Alberta Junior Hockey League: 2

Spruce Grove: 2009-10, 2010-11
- Campionato italiano: 2

Asiago: 2012-2013, 2014-2015
- Supercoppa italiana: 1

Asiago: 2013

### Individuale
- AJHL (North) All-Star Team: 1

2009-10
- AJHL Top Team Goaltenders Award: 2

2009-10, 2010-11
- Miglior media gol subiti della AJHL: 1

2010-11 (1.65)
- Miglior percentuale di salvataggi della AJHL: 1

2010-11 (93,3%)